# Петербургски протокол
Петербургският протокол (Санктпетербургският протокол), сключен на 26 април 1913 г. (9 май по нов стил), е споразумение за решаване на спора между България и Румъния за Южна Добруджа по време на Първата балканска война.
Обезпокоено от българските успехи във войната и от голямото разширение на България в Тракия и Македония, румънското правителство на Титу Майореску настоява да получи териториални компенсации в замяна на своя неутралитет. Първоначално то претендира за земите на юг до линията Силистра – Балчик (общо 3300 км2), а впоследствие иска преместване на границата до Тутракан – Балчик. Българо-румънските преговори в Лондон и в София през януари-февруари 1913 г. са безуспешни, тъй като правителството на Иван Евстратиев Гешов отказва да направи съществени отстъпки. Спорът между двете страни заплашва да прерасне в общоевропейски конфликт, тъй като Румъния е съюзник на Централните сили, а България – на Антантата. По тази причина страните от двата военно-политически блока посредничат за дипломатическо решение. Българската и румънската страна се съгласяват да приемат техния арбитраж. На 18 март под председателството на руския министър на външните работи Сергей Сазонов започва конференция на посланиците на „Великите сили“ (Русия, Франция, Великобритания, Италия, Австро-Унгария и Германия) в Петербург. На 26 април (9 май по нов стил) е подписан протоколът, с който България отстъпва на Румъния град Силистра и околностите в радиус от 3 км. Министър - председателят Стоян Данев е обвиняван за приемането на арбитража в национално предателство, като се появява народна песен със стих "Попитай Данев министра защо продаде Силистра?", а в свой стих комунистическия поет Христо Смирненски го нарича "...прост ратай; отдал се от рождение под наем; на цезар Николай".
Петербургският протокол оставя неудовлетворени румънските претенции за сметка на България. Затова скоро след началото на Втората балканска война Румъния се намесва с военна сила в полза на бившите български съюзници Сърбия, Гърция и Черна гора и завладява Южна Добруджа.